# Adams Cove
Adams Cove is een plaats (neighbourhood) in de Canadese provincie Newfoundland en Labrador. De plaats bevindt zich in het oosten van het eiland Newfoundland en maakt deel uit van de gemeente Small Point-Adam's Cove-Blackhead-Broad Cove.

## Geschiedenis
Adams Cove, ook geschreven als Adam's Cove, ontstond als een vissersnederzetting. In 1935 telde de plaats 223 inwoners.
De plaats lag oorspronkelijk in gemeentevrij gebied, maar maakt sinds 1972 deel uit van de huidige gemeente Small Point-Adam's Cove-Blackhead-Broad Cove. Net zoals de meeste kleine Newfoundlandse dorpen kent ook Adams Cove al decennialang een dalende bevolkingsomvang. Begin 2025 woonden er nog zo'n 52 mensen.
Het dorp werd tweemaal hard getroffen tijdens het uitzonderlijk zware Newfoundlands bosbrandseizoen 2025. Een eerste bosbrand begin mei legde twaalf huizen in de as en vernielde of beschadigde nog 33 andere gebouwen, waaronder tuinhuizen en garages. In augustus werd het dorp opnieuw getroffen, ditmaal door de voor de streek catastrofale Kingston Fire. Onder meer het voormalig methodistisch schoolgebouw, een belangrijk historisch gebouw, brandde volledig af.

## Geografie
Adams Cove ligt op het schiereiland Bay de Verde, een subschiereiland van Avalon in het zuidoosten van Newfoundland. De plaats ligt aan de noordwestoever van de grote Conception Bay en wordt gerekend tot de gemeenschappen van "Conception Bay North". Het is de kleinste van de vier dorpen in de gemeente.
Het dorp ligt zo'n anderhalve kilometer ten noorden van Blackhead en zo'n 2 km ten zuiden van Western Bay.